# Skywalker 1999
Skywalker 1999 è il primo album del disc jockey e producer Kai Tracid, uscito il 4 gennaio 1999.

## Tracce
1. Intro feat. Simone Laifle
2. I Can Read Your Mind feat. Simone Laifle
3. Liquid Skies feat. Jade4U
4. Skywalker
5. Dawn Of Time feat. Simone Laifle
6. Your Own Reality feat. Ruth Perry
7. Making Friends feat. Simone Laifle
8. Dance For Eternity feat. Ruth Perry
9. So Simple feat. Simone Laifle
10. Sync Source
11. Destructions feat. Simone Laifle
12. 180° Bassdrum feat. Daniel Kristofic